# Кирилловский сельсовет (Липецкая область)
Кирилловский сельсове́т — сельское поселение в Становлянском районе Липецкой области. 
Административный центр — село Кириллово.

## История
В соответствии с законами Липецкой области №114-оз от 02.07.2004 и №126-оз от 23.09.2004 сельсовет наделён статусом сельского поселения, установлены границы муниципального образования.

## Население
| 2010  | 2012  | 2013  | 2014  | 2015  | 2016  | 2017  |
| ----- | ----- | ----- | ----- | ----- | ----- | ----- |
| 1068  | ↘1053 | ↗1057 | ↗1062 | ↗1063 | ↘1062 | ↘1052 |
| 2018  | 2021  |       |       |       |       |       |
| ↘1031 | ↗1041 |       |       |       |       |       |

## Состав сельского поселения
| № | Населённый пункт | Тип населённого пункта       | Население |
| - | ---------------- | ---------------------------- | --------- |
| 1 | Арсентьево       | деревня                      | 199       |
| 2 | Баевка           | деревня                      | 58        |
| 3 | Злобино          | село                         | 483       |
| 4 | Кириллово        | село, административный центр | 298       |
| 5 | Тиньково         | деревня                      | 30        |

### Упразднённые населённые пункты
- Арсентьевские Выселки — упразднённая в 2001 году деревня[13].